# Willi Wülbeck
Wilhelm „Willi“ Wülbeck (* 18. Dezember 1954 in Oberhausen) ist ein ehemaliger deutscher Leichtathlet und Olympiateilnehmer, der in den 1970er und 1980er Jahren zu den weltbesten 800-Meter-Läufern gehörte. Sein größter Erfolg war der Sieg 1983 in Helsinki bei den erstmals ausgetragenen Leichtathletik-Weltmeisterschaften.

## Karriere
Bereits bei den Olympischen Spielen 1976 in Montreal belegte Wülbeck den vierten Platz (1:45,26 min).
Er war von 1974 bis 1983 zehn Mal in Folge deutscher Meister, 1973 Zweiter der Junioreneuropameisterschaften (1:47,57 min), 1974 und 1982 Achter der Europameisterschaften und 1977 und 1983 Sieger beim Europacup. Seine deutschen Rekorde über 800 Meter (1:43,65 min), gelaufen bei seinem Sieg 1983 in Helsinki, und 1000 Meter (2:14,53 min am 1. Juli 1980 in Oslo) sind bis dato ungebrochen. Er wurde vom Bundestrainer Paul Schmidt und Verbandsarzt Alois Mader betreut.
Wülbeck startete bis 1974 für Rot-Weiß Oberhausen, 1975 bis 1977 für die SG Osterfeld und ab 1978 für den TV Wattenscheid 01 Leichtathletik. In seiner aktiven Zeit war er 1,86 m groß und wog 71 kg. Wülbeck studierte von 1977 bis 1984 Sport und Biologie.
Willi Wülbeck beendete 1986 seine Sportlerkarriere und arbeitete danach in der PR-Abteilung eines Sportartikelherstellers sowie als freier Journalist für RTL. Später gründete er eine Sportmarketing-Agentur.
Von 1992 bis 2006 war Wülbeck Vorsitzender des Leichtathletikvereins ASV Duisburg. 2010 eröffnete er seine eigene Sportschule. Er lebt in Oberhausen.

## Bestzeiten
- 800 m: 1:43,65 min, 9. August 1983, Helsinki
- 1000 m: 2:14,53 min, 1. Juli 1980, Oslo

## Auszeichnungen
- 1983: Silbernes Lorbeerblatt[1]
- 1984: Rudolf-Harbig-Gedächtnispreis
- 1985: Bürger des Ruhrgebiets, verliehen vom Verein Pro Ruhrgebiet

## Veröffentlichungen
- Wülbeck, Willi: Lauftraining mit Willi Wülbeck. Die 10 erfolgreichen Schritte, 1988, ISBN 3892840342.